# Musée des esquisses
Pour les articles homonymes, voir esquisse (homonymie).
Le musée des esquisses (en suédois Skissernas museum - Arkiv för dekorativ konst ou plus simplement Skissernas museum ) est un musée d'art situé à Lund dans le Sud de la Suède. Le but du musée est de constituer une archive du processus créatif, pour illustrer le chemin entre la première idée de l'artiste et l'œuvre achevée. Il contient environ 30 000 esquisses. Il appartient à l'université de Lund.

## Histoire
Le musée fut fondé en 1934 par Ragnar Josephson, professeur d'histoire de l'art de l'université de Lund. Son idée était d'établir une archive du processus créatif, ou le chemin entre la première idée de l'artiste et l'œuvre achevée, ce que Josephson appelait la naissance de l'art. Les artistes du pays apprécièrent rapidement l'idée, car cela permettait de donner de la valeur à leurs esquisses, alors qu'habituellement, seule l'œuvre était considéré comme ayant une quelconque valeur. De ce fait, le musée reçu de nombreux dons de la part des artistes. Le premier artiste ayant fait un tel don était le prince Eugen de Suède. Grâce à ces dons, la collection commença à croître, et en 1941, l'université de Lund confia un bâtiment, créant ainsi, à proprement parler, le musée.